# 1er régiment de zouaves
 (janvier 2024).
Le 1er Régiment de zouaves est un régiment d'infanterie français, de l'armée d'Afrique, constitué sous le Second Empire en Algérie française, ayant existé entre 1852 et 1960.
Il se distingue notamment lors de la guerre de Crimée, de la campagne d'Italie (1859) puis au cours de la Première Guerre mondiale.

## Création et différentes dénominations

### Unités de zouaves avant le1errégimentde zouaves
- 8 septembre 1830 : le général  Clauzel annonce au général Gérard, ministre de la guerre, la création d'un « corps d'Arabes zouaves »[1]
- Arrêté du 1er octobre 1830 du général Clauzel : création du corps des zouaves, en Algérie, à deux bataillons, composés chacun de 8 compagnies de 100 hommes[2]
- Ordonnance du 21 mars 1831 : les effectifs de la compagnie sont portés à 3 officiers et 111 hommes pour un effectif par  bataillon de 29 officiers et  891 hommes[2]
- Ordonnance du 7 mars 1833 : fusion en un seul bataillon à 10 compagnies (8 compagnies d'indigènes, 2 de Français)[2]
- Ordonnance du  25 décembre 1835 : dédoublement du bataillon ; chaque bataillon est à 6 compagnies (4 indigènes, 2 françaises) pour un effectif total de  48 officiers et 1 344 hommes[2]
- 20 mars 1837 : création du 3e bataillon
- août 1837 : un régiment de marche est formé temporairement, pour la deuxième expédition de Constantine ; c'est le premier régiment de zouaves
- Ordonnance du 8 septembre 1841 : création du régiment de zouaves, par la fusion des trois bataillons de  neuf compagnies plus une compagnie hors-rang pour un effectif total de 97 officiers et  3 048 hommes[2]. Le recrutement indigène prend pratiquement fin à cette date avec une seule compagnie indigène par bataillon. En 1843 Cavaignac en est le colonel[3].

### Création du1erzouaves
- 1852 : chaque bataillon forme un nouveau régiment (un par département algérien). Création du 1er régiment de zouaves, cantonné à Alger
- 1870 : dans la guerre franco-prussienne, les trois premiers régiment de zouaves forment des régiments de marche ; le 1er régiment de marche de zouaves intègre la 1re division du général Ducrot, au sein du 1er corps du maréchal de Mac-Mahon.
- octobre 1870 : reconstitution du 1er régiment de marche de zouaves par le gouvernement de défense nationale. Le 1er régiment de marche de zouaves est interné en Suisse.
- 1872 : reconstitution du 1er régiment de zouaves, à partir des survivants du 1er régiment de marche de zouaves, du bataillon de marche de zouaves ; du bataillon provisoire d'Afrique ; de la 6e compagnie du 4e régiment de marche de zouaves
- 1913 : 5 bataillons, dont 4 en Afrique
- 1914 : 6 bataillons, dont 5 en Afrique

À la mobilisation, le 1er régiment de zouaves forme le régiment de marche du 1er zouaves, envoyé en France (comprenant le 4e bataillon d'active, un 11e bataillon de réserve, et le 5e bataillon, déjà en France), affecté à la 38e division d'infanterie (d'abord à la 75e puis à la 76e brigade). Ce régiment est appelé à partir de décembre 1914 le 1er régiment de marche de zouaves. Il passe en juillet 1915 à la 25e DI, puis début 1917 à la 48e DI.
Ensuite, un 6e bataillon d'active et un 14e bataillon de réserve sont formés, et intégrés à la 89e brigade d'infanterie (également en France). Les trois premiers bataillons sont intégrés aux 1re (pour le 1er) et 3e brigade du Maroc, pour y maintenir l'ordre.
- 1944 : création du 515e régiment du train, par la fusion d'un bataillon du 1er de zouaves et du 11e régiment de tirailleurs algériens
- 1960 : dissolution

## Chefs de corps
Ceci est la liste des chefs du corps des zouaves/régiment de zouaves de 1837 à 1851 puis du 1er régiment de zouaves à partir de 1852.

### Corps des zouaves/régiment de zouaves
- novembre 1837 : colonel Lamoricière
- juin 1840 : colonel Cavaignac
- septembre 1844 : colonel Ladmirault
- juin 1848 : colonel Canrobert
- janvier 1850 : colonel d'Aurelle de Paladines
- décembre 1851 : colonel Bourbaki

### 1errégiment de zouaves
- janvier 1852 : colonel Bourbaki**
- novembre 1854 : colonel de Lavarande
- janvier 1855 : colonel Janin
- 23 janvier 1855 : colonel Collineau**
- 1857 : colonel Paulze d'Ivoy, tué à la bataille de Melegnano
- 8 août 1859 : colonel Brincourt**
- août 1863 : colonel Clinchant
- 12 août 1866 - 12 août 1870 : colonel Carteret-Trécourt**
- 1870 - 1879 : colonel Barrachin*
- 1879 - 1883 : colonel Hervé**
- 1883 - 1887 : colonel Henri Edmond d'Esclevin**[5]
- 1890 : colonel Marie Théodule Leschères[6]
- 1901 - 1904 : colonel Dubail**
- 1904 - 1910 : colonel François Gard
- 23 septembre 1913 : colonel Cherrier**
- 30 août - septembre 1914 : lieutenant-colonel Heude (décédé le 16/9/1914)
- septembre 1914 - février 1915 : lieutenant-colonel Bigault de Grandrut
- février 1915 - avril 1917 : lieutenant-colonel Rolland
- avril - juillet 1917 : lieutenant-colonel Poirel
- juillet - décembre 1917 : lieutenant-colonel Marie Alexandre Stanislas comte de Dessöffy de Csernek et Tarko
- décembre 1917 - mars 1918 : lieutenant-colonel Kastler
- mars - novembre 1918 : lieutenant-colonel Pompey*
- décembre 1926 - novembre 1928 : colonel Détanger (*1873-1970) général de Brig. 1930
- 1942 : colonel Gross

(*) Officier qui devint par la suite général de brigade.
(**) Officier qui devint par la suite général de division.

## Historique des garnisons, combats et batailles du régiment

### Deuxième République
Au 1er janvier 1849, le régiment de zouaves, sous le commandement du chef de bataillon François Certain de Canrobert, est en garnison à Alger en Algérie.

### Second Empire

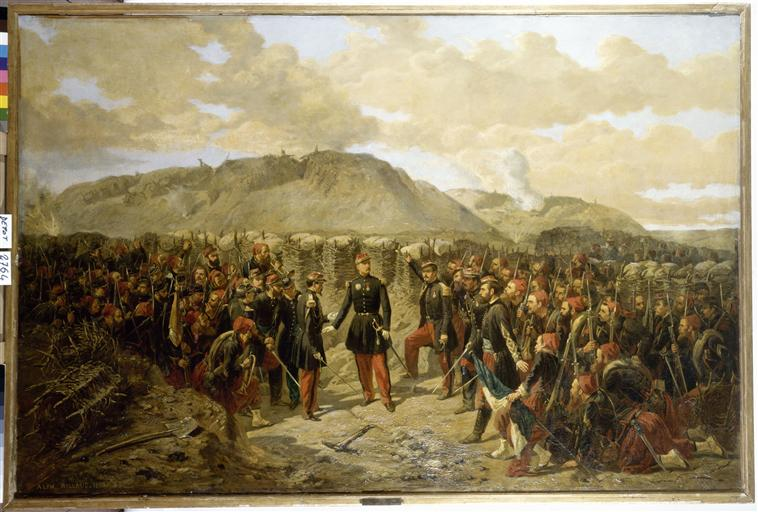
Le général de Mac-Mahon avec le 1er Zouaves à Malakoff

Le 13 février 1852, 1er bataillon du régiment de zouaves forme le 1er bataillon du 1er régiment de zouaves commandé par le colonel Bourbaki.
Le 2 mai, les 8 compagnies du 1er régiment quittent Aumale pour expéditionner dans l'Oued Sahel et franchissait le Djurdjura pour venir rejoindre à Draâ El Mizan le 2e régiment de zouaves.
Le 5 mai il participe à une opération en Kabylie
- Décembre 1852 : un bataillon du régiment participe, avec le 2e Zouaves à l'expédition de Laghouat.
- 1853 : participe à l'expédition des Babors en compagnie du 3e Zouaves
- 1854 : Guerre de Crimée : le régiment engage deux bataillons de marche à 8 compagnies. Siège de Sébastopol (1854), bataille de Balaklava, bataille d'Inkerman, prise de la tour de Malakoff

8 septembre 1855 : Bataille de Malakoff
- 1856 : retour à Alger
- 1857 : Expédition de Kabylie
- 1859 : La guerre paraissant inévitable avec l'Autriche, un décret du 14 mars 1859 organisa les régiments de zouaves à 3 bataillons de guerre à 6 compagnies et un dépôt formé avec les 7e, 8e et 9e compagnies de chaque bataillon.
- 8 mai 1859 : bataille de Melegnano (Italie)
- octobre 1859 : Retour à Alger
- 1860 - 1861 : Expédition de Syrie, retour en juin
- 1862 - 1867 : 2 bataillons combattent au Mexique. Ils rentrent en avril 1867

### De 1870 à 1914
- 1870 - 1871 : durant la guerre franco-allemande de 1870 formation du 1er Zouaves de marche pour la guerre de 1870 affecté à la 1redivision (général Ducrot) du 1er corps d'armée du Maréchal Mac-Mahon et combat à la bataille de Frœschwiller-Wœrth.
- 1872 : reconstitution du régiment en Algérie à Koléa, à 33 km au sud-ouest d'Alger, à partir des restes du 1er régiment de marche et du bataillon de marche de zouaves, du bataillon provisoire d'Algérie et de 6 compagnies du 4e Zouaves de Marche. Le 1er Zouaves reste dès lors stationné à Koléa et participe à de nombreuses actions en Kabylie
- 1876 : Opérations de maintien de l'ordre vers El Amri au sud de Biskra
- 1882 : Le 2e bataillon participe à l'expédition du M'Zab
- 1900 - 1901 : Constitue un bataillon mixte (avec le 4e Zouaves) pour former un régiment de marche (avec le 4e bataillon du 2e Zouaves), pour partir en Chine à la suite de la révolte des Boxers

### Première Guerre mondiale
Le 1er zouaves a 64 officiers tués durant la Première Guerre mondiale et obtient 6000 citations.

#### Affectations
- 38e Division d'Infanterie d'août 1914 à juillet 1915
- 25e Division d'Infanterie de juillet 1915 à décembre 1916

#### 1914
- Bataille de Charleroi
- Première bataille d'Ypres

#### 1915
- Secteur de Nieuport (Belgique)

Tout l'hiver 1915-1916 se passe en travaux dans un terrain difficile. Le Régiment lutte beaucoup plus contre l'eau et la boue que contre les Allemands peu actifs dans ce secteur. En janvier le Régiment est relevé et cantonne pendant plusieurs jours à Montdidier et environs.
- Secteur de Plessis-de-Roye

#### 1916
- Le 25 février l'ennemi déclenche son offensive sur Verdun.
  - Secteur de Cumières, bois des Corbeaux, côte de Talou, Chattancourt
- Bataille de la Somme

Le 21 octobre 1916, après avoir tenu plusieurs jours, sous le bombardement meurtrier et continu et dans des conditions atmosphériques extrêmement pénibles, a coopéré à l'attaque du bols de Chaulnes avec un allant superbe et dans un ordre parfait, atteignant rapidement l'objectif fixé. Le 7 novembre 1916, chargé, sous les ordres du colonel Rolland, d'enlever Pressoir et le bois Kratz, s'est acquitté de la façon la plus brillante de sa mission, après une lutte très vive à la grenade et en dépit d'une violente tempête de vent et de pluie.

#### 1917
- Bataille des monts de Champagne
  - L'action du 1er zouaves au Mont Cornillet

Appelée en Champagne pour vaincre les résistances jusqu'ici opposées à nos armes par la forteresse du Mont Cornillet, la division a la grande satisfaction de quitter le champ de bataille ayant rempli la mission qui lui avait été confiée. Dès l'entrée en ligne, sans distinction de grade, d'arme, d'emploi, les volontés de tous, état-major, troupes, services, se sont tendues dans une admirable unanimité vers le but commun. Le Cornillet conquis, tous ont déployé une farouche ténacité à en assurer la possession, malgré la violence inouïe des bombardements. La discipline et la persistance dans l'effort sont les deux qualités primordiales qui assurent le succès. Ces qualités, la division les possède.

« Le général commandant la division exprime à tous sa reconnaissance pour la collaboration sans limites qui lui a été offerte et, en même temps, sa fierté d'être à la tête d'une aussi brillante unité. Il s'incline respectueusement devant les morts qui ont acheté le succès du prix de leur vie et qui ne seront pas oubliés par leurs frères d'armes. Après la dure période que nous venons de traverser, la patrie nous demande un nouvel effort. À cet appel, nous répondons : "Présent". »

- Verdun

#### 1918
- Contre-offensive Mangin
  - 9-13 juin : Bataille du Matz
- Bataille de la Marne
  - Nampcel
  - Bataille de l'Ailette
- l'Aisne
  - Le 10, 11, 12 octobre , devant Voncq, après avoir délivré dans Grivy-Loisy environ 5000 civils concentrés dans ces villages par l'ennemi en retraite. Les Zouaves n'oublieront pas l'accueil qui leur fut fait par ces enfants, ces femmes, ces vieillards porteurs de drapeaux blancs et chantant la Marseillaise ou le Chant du Départ sous les balles des avions ennemis.

- Une cinquième citation à l'Ordre de l'Armée récompense ses brillants succès.

### Entre-deux-guerres

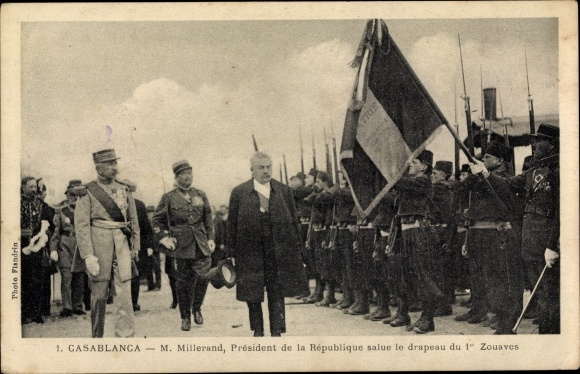
Le président Alexandre Millerand et le général Hubert Lyautey saluent le drapeau du 1er régiment de zouaves à Casablanca en 4/1922.

- 1919 : le 1er régiment de zouaves fait partie des six régiments de zouaves maintenus ; il est cantonné à Casablanca, Ouezzane et Albi.

### Seconde Guerre mondiale
Régiment d'active (sous le commandement du LCL Fromentin) le 1er Zouaves sera rattaché à la déclaration de guerre de septembre 1939 à la 82e division d'infanterie d'Afrique (avec les 4e RTM - 6e RTA - 66eRAA - 266e RALD - 82e GRDI)

#### 1939
- 2 - 26 septembre : embarquement à Oran pour la Métropole
- 25 - 2 octobre : Marseille
- 5 octobre : camp d’Avord
- 22 octobre : Maubeuge

#### 1940
- 7 avril : Lunéville
- 12 mai : front de Lorraine : Sarreguemines
- 23 mai : Dieuze
- 27 mai : Valmy, Sainte-Menehould
- 5 juin : Reims
- 6 juin : Rilly-la-Montagne
- 11 juin : bataille de l’Aisne: Chamery
- 12 juin : Sermiers
- 15 juin : retraite : Arcis-sur-Aube, Troyes
- 16 juin : le régiment est capturé dans le secteur de Méry, les rescapés sont dirigés vers le camp La Courtine.

(France40-JFC-2007)

#### 1944 - 1945

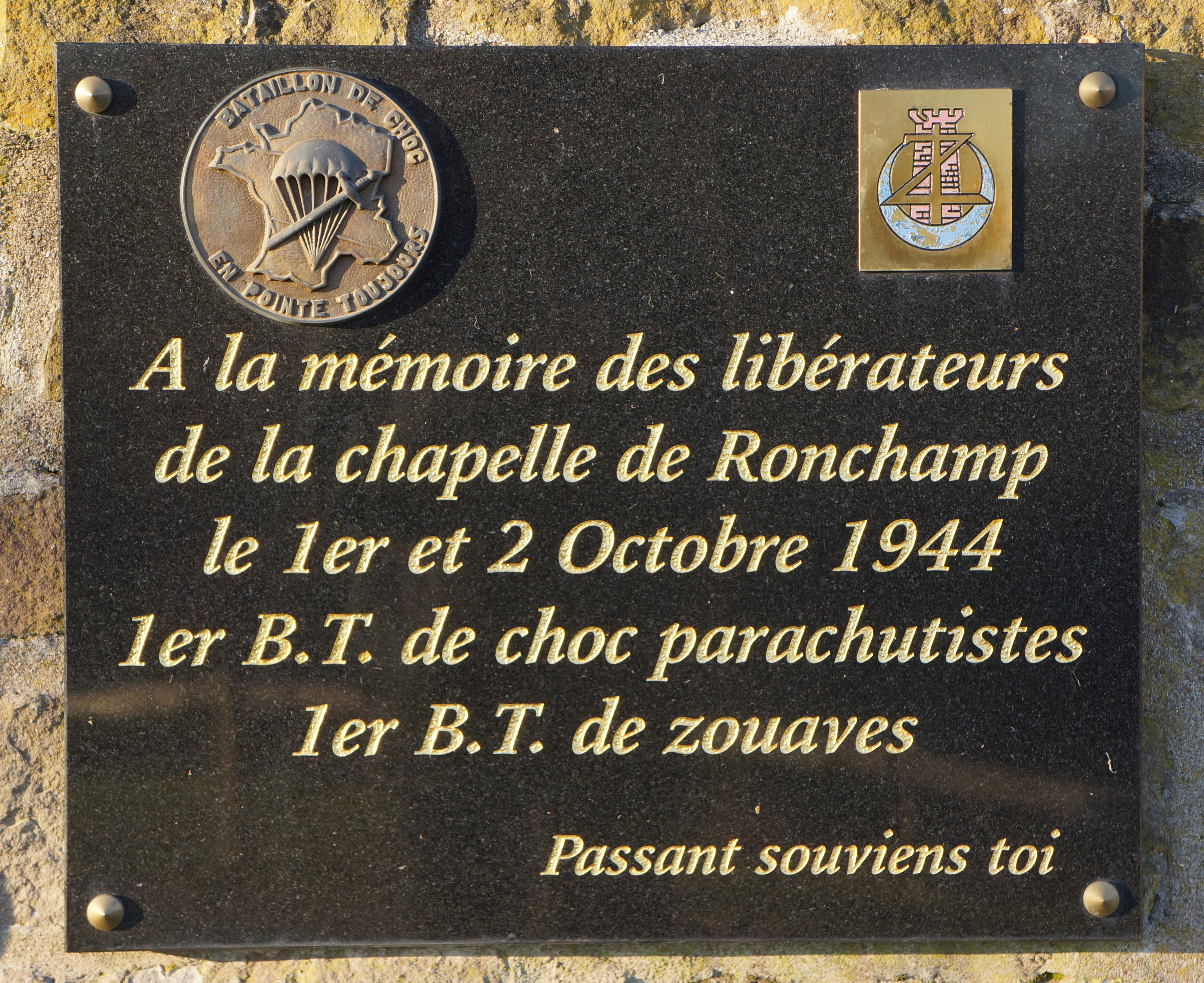
Ronchamp.

Après avoir subi en Algérie de profondes transformations, reçu du matériel et un équipement moderne, les 1er Régiment de Zouaves, 2e Régiment de Zouaves et 3e Régiment de Zouaves (1er Bataillon de marche , 2e Bataillon de marche et 3e Bataillon de marche) entrent dans la composition de la 1re Division Blindée en tant que bataillons de zouaves portés (BZP) Débarqués le 15 août 1944 à Saint-Tropez, ils participent ensuite aux victoires des rives de la Méditerranée jusqu'au cœur de l'Allemagne, sur le bord du Danube et aux pieds des Alpes bavaroises et Autrichiennes.
- 25, 26 et 27 septembre 1944 - Magny-Danigon
- 28 et 29 septembre 1944 - Ronchamp
- 19 novembre 1944 - Morvillars
- 30 novembre 1944 - Forêt de la Harth
- 4 au 12 décembre 1944 - Libération de Mulhouse
- 28 janvier au 3 février 1945 - Wittelsheim
- 4 au 6 février 1945 - réduction de la "poche de Colmar"
- 5 avril 1945 - franchissement de la frontière allemande
- 12 avril 1945 - entrée dans Baden-Baden
- 20 avril 1945 - Dorhan
- 24 avril 1945 - Ulm
- 4 mai 1945 - Baltringen et Summingen[8]

### De 1945 à nos jours
En 1956, le 1er régiment de zouaves est reformé à partir du Régiment de marche du Maroc.
Le régiment est dissous en 1960.

## Drapeau du régiment
Il porte, cousues en lettres d'or dans ses plis, les inscriptions suivantes :
- Constantine 1837
- Sébastopol 1854-1855
- Mélégnano 1859
- Puebla 1863
- Maroc 1908–1911-1914
- la Somme 1916
- Les Monts 1917
- l'Ailette 1918
- Montagne de Reims 1940[10]
- Danube 1945
- AFN 1952-1962

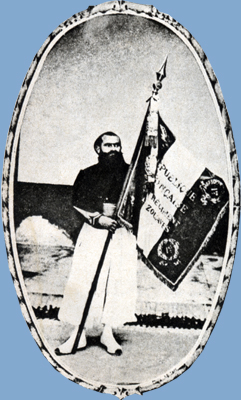
Drapeau du 1er zouaves en 1900

NB : Erreur d'inscription au Drapeau : il faut lire « Montagne de Reims 1940 »

## Décorations
Sa cravate est décorée de la Croix de guerre 1914-1918 (5 palmes et une étoile vermeil)  et de la Croix de guerre 1939-1945 (2 palmes) de la Médaille d'or de la Ville de Milan  et du Mérite Chérifien.

## Devise
"Premiers soldats du monde"
Cette devise fait suite à l'engagement du régiment lors de la dernière bataille de la guerre de 1870-1871 à Auvours par un froid glacial qui permit la reprise du plateau. Le général Auguste Gougeard déclara à la suite de cette bataille : "Les Zouaves sont les premiers soldats du monde", et ajouta "Zouaves, vous êtes des braves, aujourd'hui vous avez sauvé l'armée"

## Marche du1erZouaves
- musique-militaire.fr 'Marche du 1er Zouaves

Comme pour tous leurs camarades des autres régiments de Zouaves, les zouzous du "1er" ont pour chant de tradition : "Pan Pan l'Arbi ! ". Notons que les zouaves d’après 1945 entonnent aussi "les Africains".

## Personnalités notables ayant servi au régiment
- Henri Berthelot alors sous-lieutenant.
- Jérôme Bisson, général, grand-croix de la Légion d'honneur, sert comme lieutenant et capitaine entre 1831 et 1838.
- Lucien Auguste Camus, père d'Albert Camus. 2e classe, meurt le 11 octobre 1914 de blessures de guerre contractées durant la bataille de la Marne.
- Nicolas Charles Chomer alors capitaine.
- Félix Hervé (1837-1904), général de division, grand-croix de la Légion d'honneur en 1898, après avoir servi comme officier au 3e régiment de zouaves entre 1855 et 1874, il rejoint le 1er zouaves en 1874 comme lieutenant-colonel puis en est le colonel de janvier 1879 à janvier 1883.
- Philippe Maine.
- Louis Rimbault (1877-1949), membre de la bande à Bonnot
- Étienne Sergent, chercheur et biologiste
- Paul Soutiras (1893-1940), officier français mort pour la France en 1940
- Marie Gustave Victor René Alfred Texier
- Joost van Vollenhoven (1877-1918), lors de son service militaire. Fut plus tard gouverneur de l’Afrique-Occidentale française

## Sources et bibliographie
- Général de Fleurian, 1er régiment de zouaves - Les Tirailleurs d'hier et d'aujourd'hui.
- Jean louis Larcade, Zouaves & Tirailleurs Les régiments de marche et les régiments mixtes (1914-1918), 2 tomes, Editions des Argonautes, 2000.
- Capitaine Godchot, Le 1er régiment de Zouaves (1852 - 1895), Librairie centrale des Baux-Arts, t.1 et 2, 1896. Lire en ligne.